# Piazzolo
Piazzolo [pjaˈʦːɔːlo] (Piassöl [pjaˈsøl] in dialetto bergamasco) è un comune italiano di 87 abitanti della provincia di Bergamo in Lombardia. Situato in alta Val Brembana, dista circa 47 chilometri a nord dal capoluogo orobico.
È, con i suoi 84 abitanti, il secondo comune meno popolato della provincia di Bergamo, dopo Blello. 

## Origini del nome
Il toponimo Piazzolo deriva dalla collocazione che il borgo ha fin dalle sue origini: un piccolo spiazzo in un territorio di alte montagne. Analogamente si può rinvenire la medesima radice nei nomi di località vicine quali Piazzatorre, Piazzo e Piazzole.

## Storia
Come per molti altri borghi vicini, i primi insediamenti stabili in questa zona sono riconducibili all'epoca delle invasioni barbariche, quando le popolazioni soggette alle scorrerie si rifugiarono in luoghi remoti, al riparo dall'impeto delle orde conquistatrici.
Storie tramandate fino ai giorni nostri raccontano di piccoli screzi con le vicine comunità di Valnegra e Piazza Brembana per l'utilizzo e la gestione dei pascoli, ma anche per fatti di puro campanilismo. Si possono trovare episodi che raccontano la povertà di questa zona: nei secoli addietro gli abitanti, nonostante sul territorio fosse presente una chiesa parrocchiale, erano costretti a partecipare alla santa Messa nei comuni vicini (Olmo al Brembo su tutti) per la mancanza di denaro con il quale pagare un prete. Solo sporadicamente le funzioni venivano celebrate nella locale chiesa di Santa Maria, pagate di volta in volta.
Fondamentale per lo sviluppo del centro abitato fu la costruzione, nel 1943, della strada carrozzabile che lo collega alla (attuale) SP1.
Durante la Seconda guerra mondiale, gruppi di partigiani in fuga si nascosero nelle vicinanze del borgo, pregando santa Rita affinché i nazisti non li trovassero: da allora quella zona prese il nome della santa.

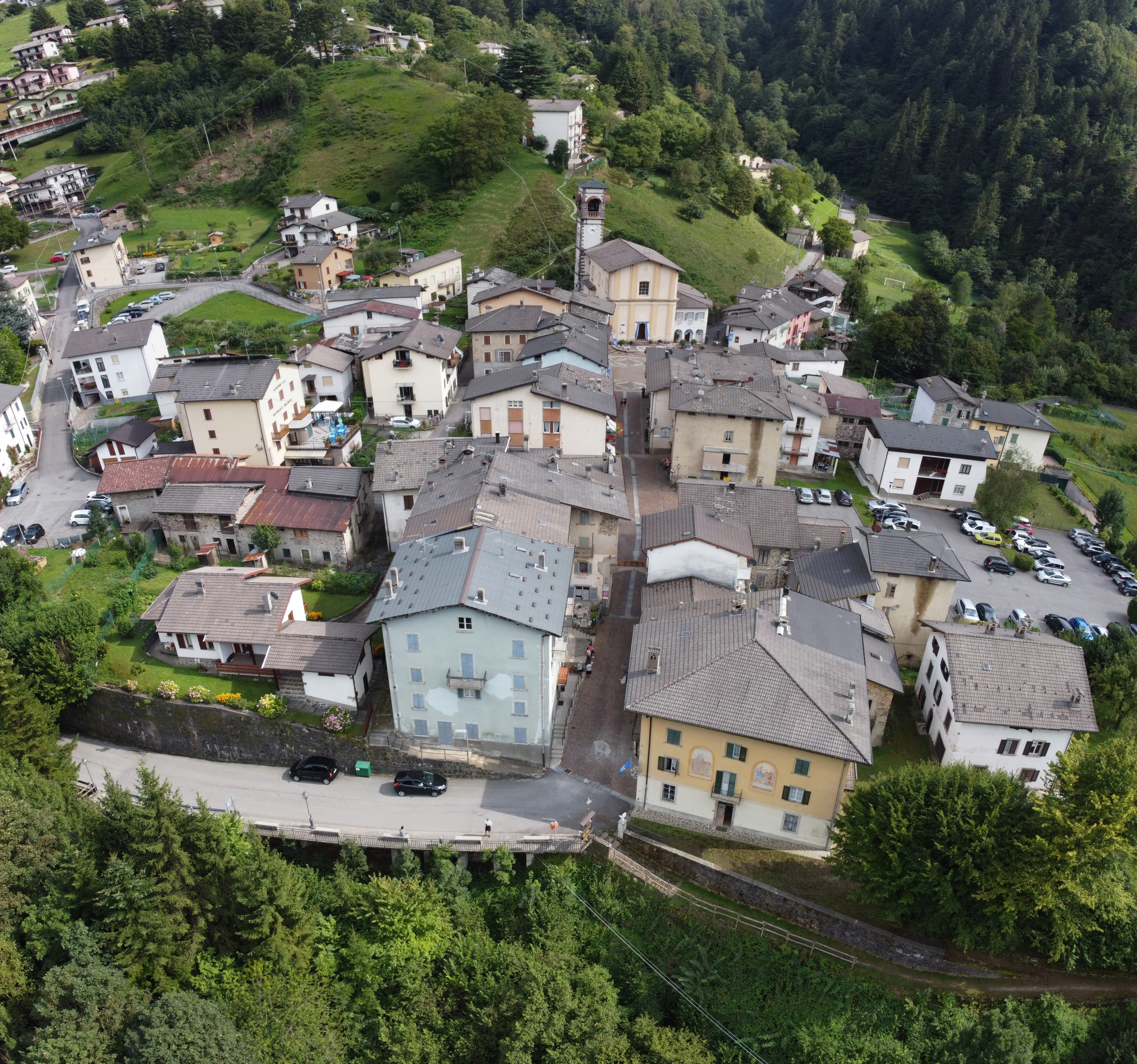
Panoramica Piazzolo realizzata con un drone

È quindi scontato che i vari regimi che si sono susseguiti nei secoli poco hanno interessato la vita di questo borgo, che in questi anni sta rivivendo un'epoca di piccola rinascita, grazie al nuovo impulso dato dal turismo.

### Simboli
Lo stemma del comune di Piazzolo sono stati concessi con decreto del presidente della Repubblica del 19 gennaio 1999.
I gatti nello stemma alludono al soprannome dei suoi pochi abitanti, chiamati i gàcc dé Piazzòl, "i gatti di Piazzolo". Il campo azzurro della partizione sinistra richiama il ramo del Brembo che lambisce il territorio, e le tre stelle d'oro simboleggiano Piazzolo e le contrade di Frola e di Zenevrega.
Il gonfalone è un drappo di giallo.

## Monumenti e luoghi d'interesse
Il paese, immerso nella natura, offre numerosi itinerari naturalistici ed escursionistici. Negli ultimi anni si è verificato anche un notevole incremento di utenti della mountain-bike, con conseguente valorizzazione di strade sterrate adatte a questa disciplina. La ricettività turistica è basata sull'ampia disponibilità di seconde case ricavate dal recupero di abitazioni abbandonate durante lo spopolamento degli ultimi decenni.
La chiesa parrocchiale, dedicata a Santa Maria Assunta, si basa su una costruzione risalente al XV secolo. Riedificata nel corso del XVIII secolo, è affiancata da una cappelletta detta "dei morti", commemorativa dell'epidemia di peste del 1630. All'interno della chiesa è posto un organo a canne del 1841 di fabbricazione Bossi.
Nel 2017 è stato ristrutturato l'orologio della chiesa stessa: risalente alla prima metà del XX secolo, è dotato di una struttura in legno ed ha un funzionamento manuale.
Presso il piccolo cimitero riposano le spoglie di Guido Galli, giudice ucciso da un nucleo armato di Prima Linea nel 1980 durante gli anni di piombo. Al magistrato, originario e frequente visitatore di Piazzolo, è dedicata anche la via principale del piccolo paese.

## Società

### Evoluzione demografica
Abitanti censiti

## Amministrazione
| Periodo        | Periodo        | Primo cittadino    | Partito                           | Carica  | Note |
| -------------- | -------------- | ------------------ | --------------------------------- | ------- | ---- |
| 15 aprile 2008 | 26 maggio 2013 | Ernestina Molinari | lista civica Insieme per Piazzolo | sindaco |      |
| 27 maggio 2013 | 9 giugno 2018  | Laura Arizzi       | lista civica Insieme per Piazzolo | sindaco |      |
| 10 giugno 2018 | 14 maggio 2023 | Laura Arizzi       | lista civica Insieme per Piazzolo | sindaco |      |
| 15 maggio 2023 | In carica      | Laura Arizzi       | lista civica Piazzolo nel cuore   | sindaco |      |